# Roms de Bulgarie

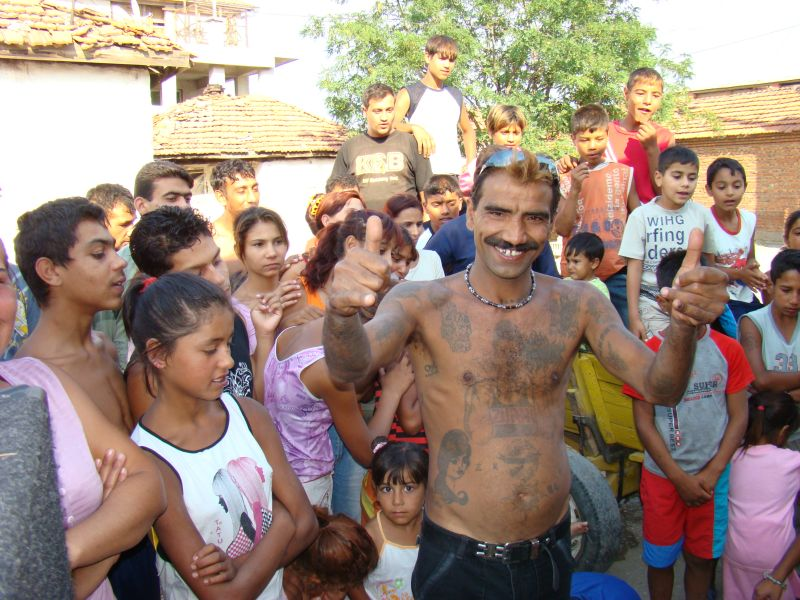
Des Roms dans la ville de Sliven.

Les Roms sont un groupe ethnique de Bulgarie qui, selon le recensement officiel bulgare de 2011, comptait 325 343 personnes, soit 4,9 % de la population du pays.
Après les Bulgares et les Turcs, les Roms forment le troisième plus grand groupe ethnique de Bulgarie. Par contre, il y a une confusion de leur nombre exact puisque 200 000 à 400 000 Roms musulmans ont tendance à s'identifier comme des Turc ethniques.

## Démographie
La population de Roms selon les recensements :
- 1900 : 89 549 (2,4 % de la population totale)
- 1992 : 313 396 (3,7 %)
- 2002 : 370 908 (4,7 %)
- 2011 : 325 343 (4,9 %) Source : recensement de la population 2011[1]

Note : D'après le recensement de la population bulgare de 2011, environ 10 % de la population, soit 700 000 personnes, n'avait pas indiqué leurs appartenance ethnique. Une partie de cette population est supposée être d'origine rom. Bien sur, le recensement de la population bulgare ne tient pas compte des citoyens bulgares se trouvant à l'étranger (leur nombre est supérieur à un million).
Selon le recensement de 2001, 370 908 citoyens bulgares se définissent comme Roms (résultats officiels). 313 000 lors du recensement de 1992 (Elena Marushiakova et Vesselin Popov, The Gypsies of Bulgaria: Problems of the Multicultural Museum Exhibition (1995), dans Patrin Web Journal). Selon Marushiakova et Popov, The Roma in Bulgaria, Sofia, 1993, les gens se déclarant d'origine rom en 1956 étaient environ 194 000 ; en 1959, 214 167 ; en 1976, 373 200 ; en raison d'une différence significative entre le nombre de citoyens bulgares se déclarant d'origine rom et la population réelle ayant une apparence physique et les particularités typiques de la culture rom, en 1980, les autorités réalisèrent un recensement spécifique réalisé selon l'opinion du voisinage sur leur manière de vivre, les spécificités culturelles, etc. - 523 519 ; en 1989 les autorités arrivèrent au chiffre de 576 927 Rom, mais notèrent que plus de la moitié d'entre eux préféraient se déclarer d'origine turque (pages 92–93). Selon l'estimation approximative de Marushiakova et Popov le nombre total de personnes d'origine rom ajouté au nombre de personnes d'origine rom mais se définissant comme provenant d'une autre ethnie était en 1993 environ 800 000 (pages 94–95). La même supposition de Marushiakova et Popov donne en 1995 une estimation de 750 000 ±50 000.
Certaines sources  mentionnent les estimations « d'experts » sans les nommer qui suggèrent entre 700 000 et 800 000 de plus que le recensement officiel (Bureau régional pour l'Europe de l'UNDP).
Il s'agit probablement des personnes d'origine ethnique rom mais déclarant être des Turcs, Bulgares ou autres.
Selon le Recensement 2011 (cité ci-dessus) le nombre des personnes qui se déclarent d'origine ethnique turque est de 588 318 et une partie de cette population est supposé être d'origine rom. 
Cette population ne se déclarant pas d'origine ethnique rom apparaît dans le recensement de 2001 supérieure à 300 000 citoyens bulgares, se déclarant plutôt d'origine turque ou bulgare. Dans d'autres statistiques : 450 000 estimé en 1990 (U.S. Library of Congress study) ; au moins 553 466 selon un rapport confidentiel du ministère de l'intérieur en 1992 (cf. Marushiakova and Popov 1995).
Entre 1989, et surtout depuis 2006, plus de 100 000 Roms Bulgares sont partis vivres en Allemagne, France, Belgique, pays scandinaves, Pays-Bas, et Italie, et n'entrent donc plus dans les statistiques des recensements ethniques. 

### Religions
Les Roms de Bulgarie sont majoritairement chrétiens avec toutefois une importante minorité musulmane :
- Christianisme orthodoxe : 36,6 %
- Islam : 18,3 %
- Protestantisme : 10,1 %
- Pas de religion ou autres : 35 %

Source : recensement de 2011
Les Yiftis sont les Tsiganes de religion musulmane vivant dans le territoire méridional de la Bulgarie[réf. nécessaire]. Ils parlent le bulgare et le romani. Leur pratique de l'islam est assez syncrétique. Le Protestantisme est assez récent, apparu surtout à partir du milieu des années 1990 : il s'agit plutôt du courant du Protestantisme évangélique Américain, et à depuis connu un grand succès au sein de la communauté Rom en Bulgarie. Les conversions semblent toucher autant les Roms qui étaient des Chrétiens Orthodoxes, que les Roms qui étaient Musulmans.